# موسيقى يمنية

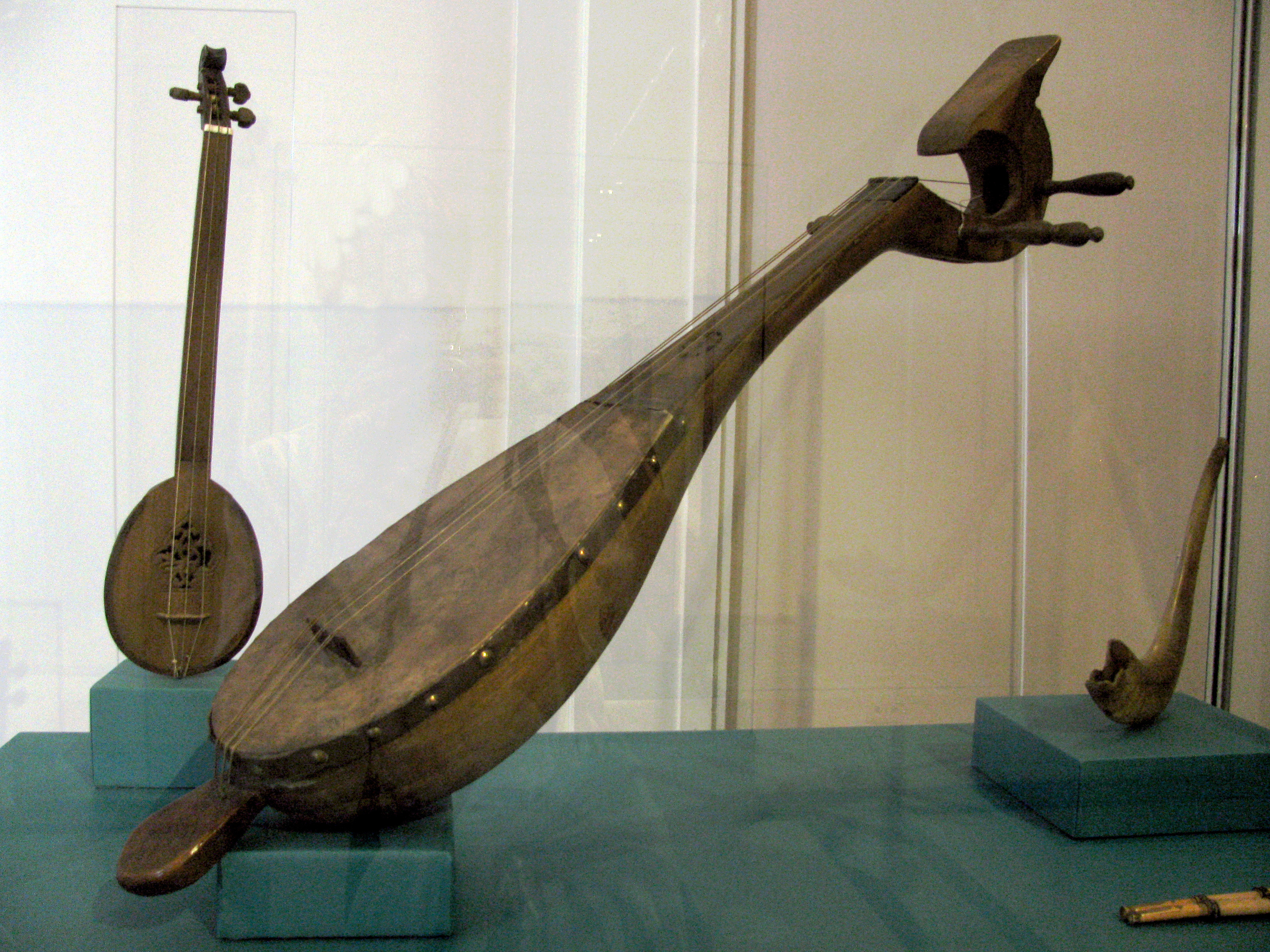
آلة القنبوس اليمنية التراثية

عدت منظمة اليونيسكو الغناء الصنعاني من التراث الثقافي اللامادي للإنسانية الذي ينبغي المحافظة عليه وصيانته وتعود أقدم الأغاني الصنعانية في قائمة اليونيسكو للقرن الرابع عشر الميلادي. وهناك الغناء الحضرمي والعدني واللحجي.
وقرر مجموعة من الشباب اليمنيين من فنانين وشعراء وأدباء في جعل 1 من شهر يوليو هو يوم الاغنية اليمنية .

## اعلام
- محمد القحوم
- أبو بكر سالم